# آمانوهاشیداته

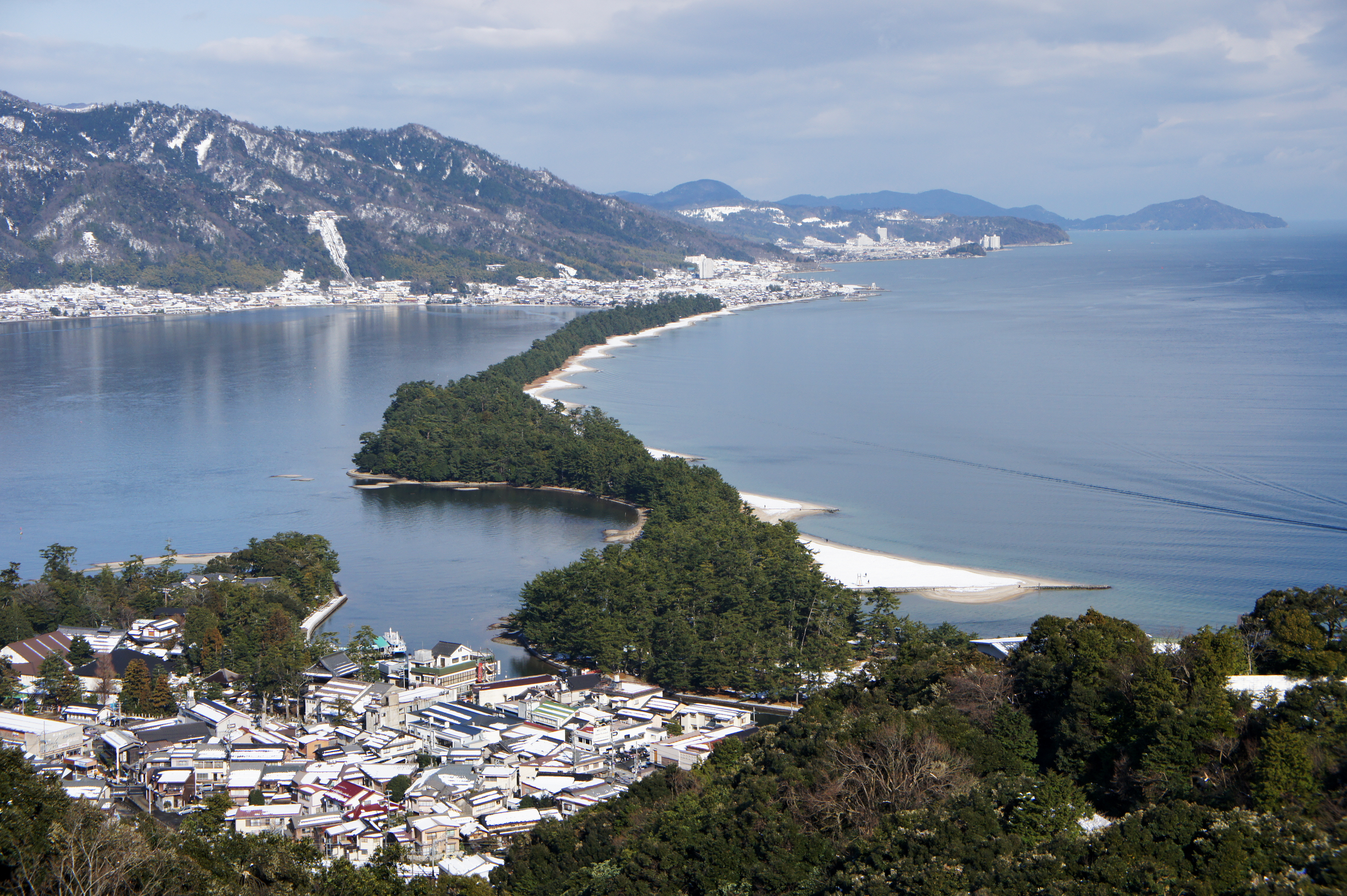
دید آمانوهاشیدیته از کوه مونجو

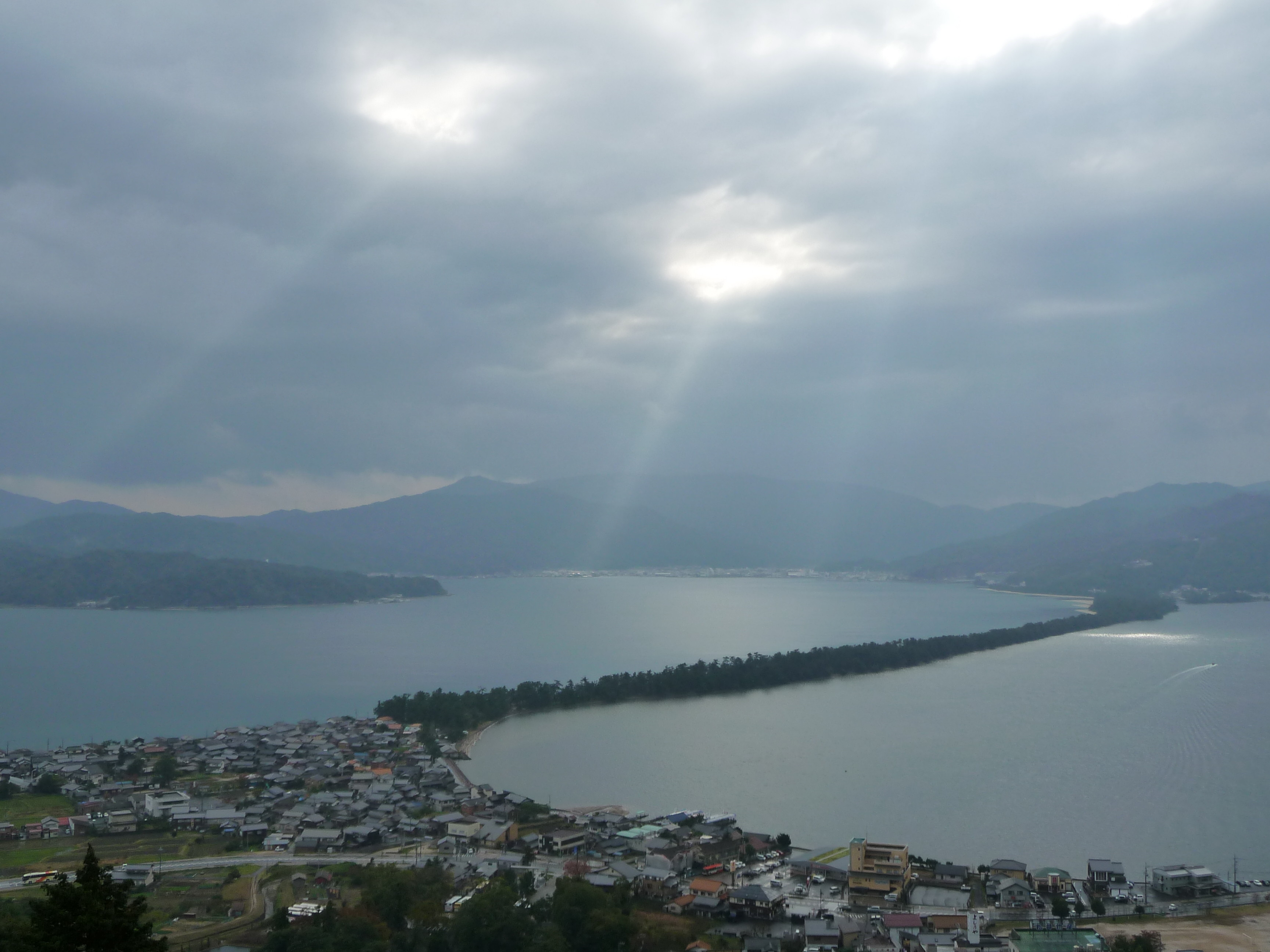
نمای آمانوهاشیدیته از تراس نزدیک ایستگاه کاساماتسو

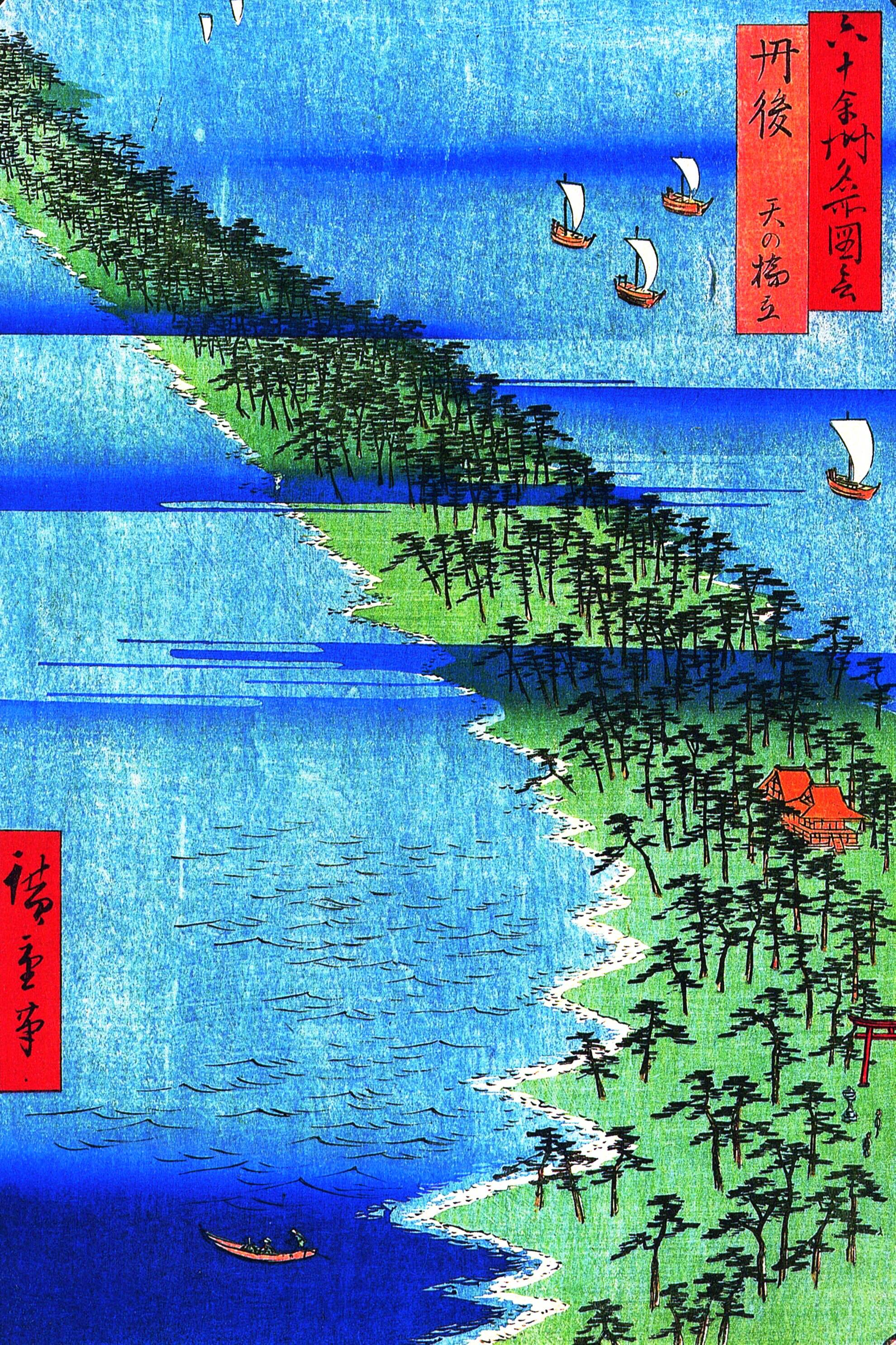
آمانوهاشیدیته ، اثر هیروشیگه

آمانوهاشیداته (ژاپنی: 天橋立) (Amanohashidate) یک باریکه شنی پوشیده از درختان کاج است که در خلیج میازو در استان کیوتو ژاپن قرار دارد. این مکان به دلیل زیبایی طبیعی خود، به عنوان یکی از سه منظره برتر ژاپن شناخته می‌شود.
آمانوهاشیدیته یک باریکه شنی به طول ۳٫۳ کیلومتر (۲٫۱ مایل) است که دو طرف خلیج میازو را به هم متصل می‌کند. این باریکه با حدود ۷۰۰۰ درخت کاج پوشیده شده است که منظره‌ای زیبا و سرسبز ایجاد می‌کند.
از بالای کوه‌های اطراف خلیج، آمانوهاشیدیته مانند پلی بین آسمان و زمین به نظر می‌رسد و به همین دلیل به «پل آسمانی» معروف است. در دو انتهای باریکه شنی، جاذبه‌های گردشگری مختلفی مانند معابد، زیارتگاه‌ها، یک پارک تفریحی کوچک و عرشه‌های تماشا وجود دارد.
آمانوهاشیدیته با قطار از ایستگاه کیوتو و ایستگاه اوساکا قابل دسترسی است. همچنین، اتوبوس‌های مستقیم از کیوتو و ایستگاه قطار فوکوشیما در اوساکا به این منطقه وجود دارد.